# ناحية مركز الرستن
ناحية مركز الرستن إحدى نواحي سوريا تتبع إداريّاً لمحافظة حمص منطقة الرستن ومركزها مدينة الرستن، بلغ تعداد سكان الناحية  64,271 نسمة حسب التعداد السكاني لعام 2004.

## بلدات وقرى ناحية مركز الرستن
أبو همامة، الرستن، عسيلة، البلان، دلفين، عز الدين، الغاصبية، غرناطة (الغجر)، الحميس، كفرنان، كيسين، المنارة، مرج الدر، القنيطرات، سليم، تسنين، الوازعية، زميمير، الضاهرية، ظهر الكن.